# Dioniso Mejía
Pour les articles homonymes, voir Mejia.
Dionisio Mejía, né le 6 janvier 1907 et mort le 17 juillet 1963, est un footballeur international mexicain. Évoluant au poste d'attaquant, il fait toute sa carrière au CF Atlante. Il compte quatre sélections pour sept buts inscrits en équipe nationale et dispute les Jeux olympiques de 1928 et la 1930.

## Biographie
Il joue attaquant dans le club mexicain du CF Atlante.
Surnommé Nicho, il participe avec l'équipe du Mexique à la Coupe du monde 1930 en Uruguay, qui est la première compétition internationale du pays. Mejía délivre la passe décisive à Juan Carreño qui inscrit le premier but mexicain en Coupe du monde.
Il dispute également aux qualifications pour la Coupe du monde 1934 et aux Jeux olympiques de 1928.